# David Jack (politico)
Sir David Emmanuel Jack (16 luglio 1918 – 18 luglio 1998) è stato un politico sanvincentino, Governatore generale di Saint Vincent e Grenadine dal 20 settembre 1989 al 1º giugno 1996.

## Biografia
Nato a Victoria Village, era figlio di Wilson e Margaret Jack. Dopo aver frequentato la La Salle Extension University di Chicago, svolse le professioni di insegnante, contabile, e predicatore.
Nel 1984 fu eletto alla Camera dell'assemblea, tra le file del Nuovo Partito Democratico di James Fitz-Allen Mitchell. Nel corso del suo mandato quinquennale da parlamentare fu Ministro del lavoro, e successivamente Ministro della salute e vice primo ministro. Si dimise dalla Camera dell'assemblea a maggio del 1989.
Dopo essersi dimesso dalla Camera dell'assemblea, fu nominato Governatore generale di Saint Vincent e Grenadine, incarico che tenne dal 1989 al 1996. Morì a New Montrose, a Saint Vincent e Grenadine, il 18 luglio 1998.